# Spinotarsus cuspidosus
Spinotarsus cuspidosus är en mångfotingart som beskrevs av Kraus 1960. Spinotarsus cuspidosus ingår i släktet Spinotarsus och familjen Odontopygidae. Inga underarter finns listade i Catalogue of Life.